# Arthur Houghton
Arthur Amory Houghton, III (* 6. Mai 1940 in New York City) ist ein US-amerikanischer Numismatiker, der schwerpunktmäßig die Münzprägung des Seleukidenreiches erforscht.
Arthur Amory Houghton ist Sohn des Glasproduzenten Arthur Houghton, der bei den Corning Glass Works tätig war, und der Ellen Crenshaw. Er wuchs in seiner Geburtsstadt New York City auf. Das Bachelor-Studium absolvierte er bis 1963 an der Harvard University; das Master-Studium beendete er 1966 an der Amerikanischen Universität Beirut mit einem Abschluss in Nahoststudien. Anschließend trat Houghton in den US-amerikanischen Staatsdienst ein und war unter anderem an den Botschaften in Beirut, Amman und Kairo tätig. Diese Tätigkeit unterbrach er für ein Master-Studium der Bildenden Kunst an der Harvard University, das er 1982 abschloss. 1982 bis 1986 war er daraufhin am J. Paul Getty Museum angestellt. Anschließend war Arthur A. Houghton erneut im Staatsdienst, 1987–1989 als Mitglied einer Arbeitsgruppe zur Sicherung der US-Außengrenzen und 1989–1995 als Mitglied des „White House Office of National Drug Control Policy“ („Büro des Weißen Hauses für die nationale Drogenkontrollpolitik“). Anschließend gründete er die Beraterfirma „Arthur Houghton Associates, Inc.“, der er als Präsident vorstand. Darüber hinaus ist beziehungsweise war er Mitglied in diversen staatlichen und wissenschaftlichen Gremien.
Arthur Houghton hat parallel zu seiner Berufstätigkeit zahlreiche Aufsätze und einige Monographien zur antiken, speziell zur seleukidischen Numismatik und Archäologie veröffentlicht. Er ist lebenslanges Ehrenmitglied und Trustee der American Numismatic Society (ANS), deren „Board of Trustees“ er von 1994 bis 1999 vorstand. 1985 bis 1989 war er Präsident der Gesellschaft. Für seine Leistungen auf ihrem Forschungsfeld wurde er 2015 durch die ANS mit dem Archer M. Huntington Award ausgezeichnet.

## Schriften
- Coins of the Seleucid Empire from the Collection of Arthur Hougthon  (= Ancient Coins in North American Collections. Band 4, ISSN 0271-4019). American Numismatic Society, New York NY 1983.
- als Herausgeber mit Silvia Hurter, Patricia Erhart Mottahedeh und Jane Ayer Scott: Festschrift für Leo Mildenberg. Numismatik, Kunstgeschichte, Archäologie. = Studies in Honor of Leo Mildenberg. Numismatics, Art History, Archeology. Editions NR, Wetteren 1984, ISBN 90-71165-01-9.
- mit Arnold Spaer und Catharine Lorber: The Arnold Spaer collection of Seleucid coins (= Sylloge Nummorum Graecorum. Israel. Band 1). Italo Vecchi, London 1998, ISBN 0-9506839-1-2.
- mit Catharine Lorber: Seleucid Coins. A Comprehensive Catalogue. Part 1: Seleucus I through Antiochus III. 2 Bände. American Numismatic Society u. a., New York NY u. a. 2002, ISBN 0-9709268-3-9 (Bd. 1), ISBN 0-9709268-4-7 (Bd. 2).
- mit Catharine Lorber und Oliver Hoover: Seleucid Coins. A Comprehensive Catalogue. Part 2. Seleucus IV through Antiochus XIII. 2 Bände. American Numismatic Society u. a., New York NY u. a. 2008, ISBN 978-0-9802387-0-9 (Bd. 1), ISBN 978-0-9802387-1-6 (Bd. 2).
- Dark Athena. A novel. CreateSpace Independent Publishing Platform, North Charleston SC 2016, ISBN 978-1-535-17177-9.